# イオン具志川ショッピングセンター
イオン具志川ショッピングセンター（イオンぐしかわショッピングセンター）は、沖縄県うるま市字前原に所在し、イオン琉球株式会社が運営・管理するショッピングセンターである。略称は「グージャス」・「グシコー」。沖縄県内初のモール型ショッピングセンターとして開店した。
施設名の「具志川」は、2005年（平成17年）4月1日にうるま市となる前の旧市名である具志川市に由来する。

## 施設概要

### フロア概要
核店舗のイオン具志川店と60の専門店で構成される。
| 階  | フロア概要               |
| --- | ------------------------ |
| R階 | 屋上駐車場               |
| 3階 | 屋内駐車場               |
| 2階 | 紳士・婦人・子供のフロア |
| 1階 | 食品と暮らしのフロア     |

## 沿革
- 2000年（平成12年）
  - 4月7日 - 着工。当時の仮称は「具志川ベイシティショッピングセンター」であった[4]。
  - 11月24日 - 「イオン具志川ショッピングセンター」として開業。
- 2002年（平成14年）8月9日 - 営業時間を午後10時から午前0時に延長。
- 2008年（平成20年）11月17日 - 核店舗であるジャスコ具志川店の食品売場にセルフレジを導入。
- 2011年（平成23年）3月1日 - 核店舗の名称を「ジャスコ具志川店」から「イオン具志川店」に変更。
- 2014年（平成26年）11月13日 - ゴルフ5（アルペングループ）が敷地内に開店。
- 2016年（平成28年）7月13日 - ココス（ゼンショーグループ）が敷地内に開店[5]。
- 2018年（平成30年）4月28日 - 大幅改装を行い、リニューアルオープンする[6]。
- 2020年（令和2年）
  - 4月1日 - 本店を含む全国のイオン直営売場での無料レジ袋配布終了[7]。
  - 11月24日 - 開店20周年を迎える。
- 2022年（令和4年）3月1日 - イオン具志川店を含むイオン琉球の運営下である全6店舗の営業時間を変更[8]。

## 主なテナント
- アスビー（1階）
- ベスト電器（1階）
- ダイソー[9]（2階）
- 宮脇書店（2階）
- ココス（別棟）- 沖縄県内では初出店[5]。

フロア情報の詳細は「フロアマップ」を、テナント全店の一覧・詳細情報や営業時間は公式サイトを参照。

## アクセス
路線バス
- 東陽バス泡瀬営業所より徒歩3分。
  - 30番・泡瀬東線（東陽バス）
  - 31番・泡瀬西線（東陽バス）
  - 60番・泡瀬イオンモールライカム線（東陽バス）

自動車
- 沖縄自動車道 - 沖縄北ICより約13分